# Quantrell's Son
Quantrell's Son è un cortometraggio muto del 1914 scritto, diretto e interpretato da Robert Thornby.

## Produzione
Il film fu prodotto dalla Vitagraph Company of America.

## Distribuzione
Distribuito dalla General Film Company, il film - un cortometraggio in una bobina - uscì nelle sale cinematografiche statunitensi il 19 gennaio 1914.